# Paterdecolyus genetrix
Paterdecolyus genetrix is een rechtvleugelig insect uit de familie Anostostomatidae. De wetenschappelijke naam van deze soort is voor het eerst geldig gepubliceerd in 1998 door Sugimoto & Ichikawa.